# 衙前镇 (遂川县)
衙前镇，是中华人民共和国江西省吉安市遂川县下辖的一个乡镇级行政单位。

## 行政区划
衙前镇下辖以下地区：
金田社区、衙前村、上芫村、段尾村、士高村、石盘村、双镜村和溪口村。